# Орланди, Фердинандо
Фердинандо Орланди (итал. Ferdinando Orlandi; 7 октября 1774 года, Парма, герцогство Пармы и Пьяченцы— 5 января 1848 года, там же) — итальянский композитор и преподаватель вокала. По свидетельству современников, после смерти Доменико Чимарозы в 1801 году и до появления сценических произведений Джоаккино Россини в 1810 году, Фердинандо Орланди был ведущим европейским оперным композитором.

## Биография
Фердинандо Орланди родился 7 октября 1774 года в Парме, в герцогстве Пармы и Пьяченцы. Обучался музыке у Гаспаре Ругарли, органиста герцогской капеллы в Колорно, затем в Парме у Гаспаре Гиретти и Фердинандо Паэра. Осенью 1793 года поступил в консерваторию Пьета дей Туркини в Неаполе, где изучал контрапункт у Николы Сала и Джакомо Тритто.
В 1799 году вернулся в Парму и в октябре следующего года был принят на место капельмейстера в герцогскую капеллу. На карнавале 1801 года дебютировал как оперный композитор на сцене Герцогского театра в Парме оперой-буффа «Шотландский ученик» (итал. La pupilla scozzese) по либретто Лоренцо да Понте. Когда в 1801 году герцогство Пармы и Пьяченцы было присоединено к Франции, композитор переехал в Милан, где в марте того же года на сцене театра Ла Скала была поставлена его опера «Подеста Кьоджи» (итал. Il podestà di Chioggia) по либретто Анджело Анелли. В 1806 году вице-король Эжен Богарнэ назначил Фердинандо Орланди учителем пения при королевском дворе в Милане.
В 1809 году был принят в консерваторию Милана на место профессора сольфеджио. В 1814 году, вместе с другими преподавателями, присягнул на верность правительству Австрийской империи, в состав которой вошло Ломбардо-Венецианское королевство. В 1815—1818 годах параллельно с преподаванием в консерватории занимался концертной деятельностью.
Его последняя опера «Федра» (итал. Fedra) по либретто Луиджи Романелли была поставлена в театре Нуово в Падуе в 1820 году. Она стала пятой оперой сериа композитора после опер «Ацемиро и Чимене» (итал. Azemiro e Cimene) по либретто Джованни Росси (премьера во Флоренции в театре Пергола осенью 1801 года), «Нино» (итал. Nino) по либретто Ипполито Цанелла (премьера в Брешии в Большом театре летом 1804 года), «Коррадо» (итал. Corrado) по либретто Франческо Оттавио Маньокавалло (премьера в Турине в театре Империале зимой 1805 года), «Родриго ди Валенсия» (итал. Rodrigo di Valenza) по либретто Луиджи Романелли (премьера в Турине в театре Империале зимой 1809 года). В декабре 1814 года ему была заказана ещё одна опера-сериа для Королевского театра в Турине, но проект не заказ по каким-то причинам не был выполнен.
Из двадцати опер буффа композитора, кроме «Подесты Кьоджи», особенный успех у зрителей имели оперы «Скупой» (итал. L’avaro) по либретто Джованни Бертари (премьера в Болонье в театре Марсильи-Росси в 1801 году), «Письма, или Портной декламатор» (итал. Le lettere ovvero Il sarto declamatore) по либретто Анджело Анелли (премьера в Милане в театре Каркано весной 1804 года), «Фальшивая свадьба, или Бьетолино Фьороне» (итал. Le nozze chimeriche ossia Bietolino Fiorone) по либретто Адранте Локрензе (премьера в Милане в театре Каркано весной 1805 года), «Услуга за услугу» (итал. Il qui pro quo) по либретто Гаэтано Росси (премьера в Милане в театре Санта-Радегонда в 1811 году). Оглушительный успех у публики имела его опера-буффа в двух актах «Барышня солдат» (итал. La donna soldato) по либретто Катерино Маццола, премьера которой состоялась 20 сентября 1808 года на сцене театра Ла-Скала в Милане.
В 1822 году Фердинандо Орланди приехал в Мюнхен, в королевстве Бавария, откуда уже в следующем году переехал в Штутгарт, в королевстве Вюртемберг, где до 1828 года служил капельмейстером королевской капеллы. В это время им была написана кантата, которую он посвятил королеве Паулине Терезе Вюртембергской (позже сочинение было опубликовано под названием «Вокализ для трёх сопрано» (итал. Vocalizzo per tre voci di soprano).
В 1831 году композитор вернулся в Парму, где был принят на место профессора пения в институте искусств. В ноябре 1835 года он был принят на место капельмейстера в герцогскую капеллу. Мария Луиза Австрийская назначила его почетным учителем пения в Герцогском театре в Парме. В марте 1836 года ему было поручено создать школу хорового пения, которая просуществовала почти год. В 1837 году Папа Григорий XVI наградил композитора орденом «Золотой шпоры».
Фердинандо Орланди умер в Парме 5 января 1848 года.

## Творческое наследие
Творческое наследие композитора включает 25 опер и многочисленные сочинения церковной и камерной музыки, произведений для вокала.